# ガリー・メデル
ガリー・アレクシス・メデル・ソト（Gary Alexis Medel Soto, 1987年8月3日 - ）は、チリ・首都州サンティアゴ出身のサッカー選手。カンピオナート・ブラジレイロ・セリエA・ヴァスコ・ダ・ガマ所属。チリ代表。ポジションはMF（CH）およびDF（RB、CB）。
「闘犬」の愛称で知られ、その闘争心の強さからジェンナーロ・ガットゥーゾとも比較される。

## 来歴

### クラブ
2006年、ウニベルシダ・カトリカでデビューした。2007年にカナダで開催されたFIFA U-20ワールドカップではチリU-20代表の中心選手として活躍し、チームを3位に導いた。翌2008年はコパ・リベルタドーレスでこそ予選で敗退したものの、クラブ・アメリカ戦で得点するなど健闘した。国内リーグでは、最大のライバルのウニベルシダ・デ・チレ戦で2得点を挙げる活躍を見せた。2008年11月29日、ビジャレアルCFやバイエル・レバークーゼン、ACFフィオレンティーナが関心を示していると報道された。
2009年7月、ボカ・ジュニアーズにレンタル移籍した。同年にはウルグアイのエル・パイス紙による南米ベストイレブンに選ばれた。
2011年1月、セビージャFCへ移籍。
2013年8月10日、イングランド・プレミアリーグに昇格したカーディフ・シティFCへの移籍が決定。しかし、チームは降格。
2014年8月、インテル・ミラノに2018年までの4年契約で移籍。2014-15シーズンにはロベルト・マンチーニ監督の信頼を掴み中盤のレギュラーに定着。しかし2015-16シーズン以降はミッドフィールダー過多気味のチーム事情もあり、ミランダ、ジェイソン・ムリージョに次ぐセンターバックの3番手としての起用も増加した。
2017年8月13日、スュベル・リグのベシクタシュJKに移籍した。
2019年8月29日、セリエAのボローニャFCと3年契約を締結したことが発表された。
2023年7月11日、CRヴァスコ・ダ・ガマに移籍した。

### 代表
代表ではDFとしてプレーすることが大半であり、2014 FIFAワールドカップではCBとして起用され、チームのベスト16入りに貢献。コパ・アメリカ2015、コパ・アメリカ・センテナリオでは優勝を経験。コパ・アメリカ2019では、3位決定戦の対アルゼンチン戦でのリオネル・メッシとの二者同時退場劇で物議を醸した。

## 代表歴

### 出場大会
- チリ代表
  - 2010 FIFAワールドカップ
  - 2014 FIFAワールドカップ

### 試合数
- 国際Aマッチ 161試合 7得点（2007年-）[8]

| チリ代表 | 国際Aマッチ | 国際Aマッチ |
| 年       | 出場        | 得点        |
| -------- | ----------- | ----------- |
| 2007     | 2           | 0           |
| 2008     | 10          | 2           |
| 2009     | 9           | 1           |
| 2010     | 7           | 0           |
| 2011     | 13          | 1           |
| 2012     | 5           | 0           |
| 2013     | 12          | 1           |
| 2014     | 13          | 1           |
| 2015     | 14          | 1           |
| 2016     | 12          | 0           |
| 2017     | 12          | 0           |
| 2018     | 7           | 0           |
| 2019     | 10          | 0           |
| 2020     | 0           | 0           |
| 2021     | 15          | 0           |
| 2022     | 11          | 0           |
| 2023     | 9           | 0           |
| 通算     | 161         | 7           |

### 得点
| #  | 日時           | 場所         | 対戦相手   | スコア | 最終結果 | 大会                              |
| -- | -------------- | ------------ | ---------- | ------ | -------- | --------------------------------- |
| 1. | 2008年6月15日  | ラパス       | ボリビア   | 0–1    | 0–2      | 2010 FIFAワールドカップ・南米予選 |
| 2. | 2008年6月15日  | ラパス       | ボリビア   | 0–2    | 0–2      | 2010 FIFAワールドカップ・南米予選 |
| 3. | 2009年5月29日  | 千葉市       | ベルギー   | 1–1    | 1–1      | 親善試合                          |
| 4. | 2011年10月11日 | サンティアゴ | ペルー     | 3–0    | 4–2      | 2014 FIFAワールドカップ・南米予選 |
| 5. | 2013年10月15日 | サンティアゴ | エクアドル | 2–0    | 2–1      | 2014 FIFAワールドカップ・南米予選 |
| 6. | 2014年10月10日 | バルパライソ | ペルー     | 2–0    | 3–0      | 親善試合                          |
| 7. | 2015年6月19日  | サンティアゴ | ボリビア   | 4–0    | 5–0      | コパ・アメリカ2015                |

## タイトル

### 代表
チリ代表
- コパ・アメリカ：2回 (2015、2016)